# Episodi di In aller Freundschaft (dodicesima stagione)
La dodicesima stagione della serie televisiva In aller Freundschaft è stata trasmessa in anteprima in Germania da Das Erste tra il 6 gennaio 2009 e il 15 dicembre 2009.
| nº | Titolo originale                | Prima TV Germania |
| -- | ------------------------------- | ----------------- |
| 1  | Im Alleingang                   | 6 gennaio 2009    |
| 2  | Der Mann des Lebens             | 13 gennaio 2009   |
| 3  | Die Nerven liegen blank         | 20 gennaio 2009   |
| 4  | Wohin des Weges?                | 27 gennaio 2009   |
| 5  | Hoch hinaus                     | 3 febbraio 2009   |
| 6  | Alles anders                    | 10 febbraio 2009  |
| 7  | Versuchung                      | 17 febbraio 2009  |
| 8  | Turbulenzen                     | 24 febbraio 2009  |
| 9  | Sarahs Hochzeit                 | 3 marzo 2009      |
| 10 | Schuld                          | 10 marzo 2009     |
| 11 | Der Hang zum Überschwang        | 17 marzo 2009     |
| 12 | Die Sorgen der Väter            | 24 marzo 2009     |
| 13 | Ungleiche Paare                 | 31 marzo 2009     |
| 14 | Zu viel des Guten               | 7 aprile 2009     |
| 15 | Des einen Freud'...             | 14 aprile 2009    |
| 16 | Glück im Unglück                | 28 aprile 2009    |
| 17 | Selbstlos                       | 5 maggio 2009     |
| 18 | Was zusammen gehört...          | 12 maggio 2009    |
| 19 | Gutes tun                       | 19 maggio 2009    |
| 20 | Nichts als Erinnerung           | 26 maggio 2009    |
| 21 | Unruhige Zeiten                 | 2 giugno 2009     |
| 22 | Liebe ist (k)ein Zufall         | 9 giugno 2009     |
| 23 | Anders als gedacht              | 16 giugno 2009    |
| 24 | Herzklopfen                     | 23 giugno 2009    |
| 25 | Die Angst der Anderen           | 30 giugno 2009    |
| 26 | Wer hat das Recht...?           | 7 luglio 2009     |
| 27 | Aus alt wird neu                | 25 agosto 2009    |
| 28 | Verliebt                        | 1º settembre 2009 |
| 29 | Verwirrt                        | 15 settembre 2009 |
| 30 | Verratene Herzen                | 22 settembre 2009 |
| 31 | Gefühl und Entscheidung         | 29 settembre 2009 |
| 32 | Allzu schwarz gesehen           | 6 ottobre 2009    |
| 33 | Leben und leben lassen          | 13 ottobre 2009   |
| 34 | Freundschaftsdienste            | 20 ottobre 2009   |
| 35 | Wenn eine Tür zufällt           | 27 ottobre 2009   |
| 36 | Von Vätern, Söhnen und Töchtern | 3 novembre 2009   |
| 37 | Stolz und Vorurteil             | 10 novembre 2009  |
| 38 | Grenzen                         | 17 novembre 2009  |
| 39 | Altlasten                       | 24 novembre 2009  |
| 40 | Die Kraft des Willens           | 1º dicembre 2009  |
| 41 | Anders als es scheint           | 8 dicembre 2009   |
| 42 | Das Fest der Liebe              | 15 dicembre 2009  |